# Vatjosjön
Vatjosjön är en sjö i Sorsele kommun i Lappland och ingår i Umeälvens huvudavrinningsområde. Sjön har en area på 0,565 kvadratkilometer och ligger 670,2 meter över havet. Vatjosjön ligger i Vindelfjällen Natura 2000-område. Sjön avvattnas av vattendraget Vartojukke.

## Delavrinningsområde
Vatjosjön ingår i det delavrinningsområde (729609-150229) som SMHI kallar för Utloppet av Vatjosjön. Medelhöjden är 811 meter över havet och ytan är 11,56 kvadratkilometer. Det finns inga avrinningsområden uppströms utan avrinningsområdet är högsta punkten. Vartojukke som avvattnar avrinningsområdet har biflödesordning 4, vilket innebär att vattnet flödar genom totalt 4 vattendrag innan det når havet efter 406 kilometer. Avrinningsområdet består mestadels av skog (34 procent) och kalfjäll (60 procent). Avrinningsområdet har 0,64 kvadratkilometer vattenytor vilket ger det en sjöprocent på 5,5 procent.